# Chris Young (attore)
Chris Young, nome d'arte di Christopher Tyler Young (Chambersburg, 28 aprile 1971), è un attore, regista e produttore cinematografico statunitense, famoso per aver recitato nei film Warlock - L'angelo dell'apocalisse (1993) e PCU (1994).

## Biografia
Chris Young è nato il 28 aprile 1971 a Chambersburg in Pennsylvania.

### Vita privata
Dal 5 agosto 2000 è sposato con l'attrice Lea Moreno.

## Filmografia

### Attore Cinema
- Un amore rinnovato (She's Having a Baby), regia di John Hughes (1988)
- Non è stata una vacanza... è stata una guerra! (The Great Outdoors), regia di Howard Deutch (1988)
- I ragazzi degli anni '50 (Book of Love), regia di Robert Shaye (1990)
- The Runestone, regia di Willard Carroll (1991)
- December, regia di Gabe Torres (1991)
- Warlock - L'angelo dell'apocalisse (Warlock: The Armageddon), regia di Anthony Hickox (1993)
- Deep Down, regia di John Travers (1994)
- PCU, regia di Hart Bochner (1994)
- Una vita difficile (In the Living Years), regia di John Harwood (1994)
- Falling Sky, regia di Russ Brandt e Brian J. De Palma (1998)
- A Letter to Dad, regia di Johnny Remo (2009)

### Attore televisione
- La sera del ballo (Dance 'Til Dawn), regia di Paul Schneider (1988)
- Jake's Journey, regia di Hal Ashby (1988)
- Il silenzio spezzato (Breaking the Silence), regia di Robert Iscove (1992)
- MacShayne: The Final Roll of the Dice, regia di E.W. Swackhamer (1994)
- L'ultima lezione del professor Griffin (Killing Mr. Griffin), regia di Jack Bender (1997) anche produttore

### Attore serie TV
- Max Headroom – serie TV, 14 episodi (1987-1988)
- Live-In – serie TV, 9 episodi (1989)
- Falcon Crest – serie TV, 4 episodi (1989)
- Married People – serie TV, 18 episodi (1990-1991)
- Crime & Punishment (1993)
- Rebel Highway – serie TV, episodi 1x4 (1994)
- Friends – serie TV, episodi 2x5 (1995)
- Dave's World – serie TV, episodi 3x10 (1995)
- Tutti a casa di Ron (Minor Adjustments) – serie TV, episodi 1x13 (1996)
- Sposati... con figli (Married with Children) – serie TV, episodi 10x23 (1996)
- Una bionda per papà (Step by Step) – serie TV, episodi 7x9 (1997)

### Regista cinema
- The Need (2006) Cortometraggio
- Dead of Nowhere 3D (2011) Cortometraggio, anche produttore

### Regista serie TV
- ARK, the Adventures of Animal Rescue Kids – serie TV, 7 episodi (1997) anche produttore
- The Adventures of A.R.K. (1998)
- The New Adventures of A.R.K. – serie TV, 9 episodi (1999-2000) anche produttore

### Produttore
- 1001 Nights, regia di Mike Smith (1998)
- La famiglia Proud - Il film (The Proud Family Movie), regia di Bruce W. Smith (2005)